# Chaima Saysay
Chaima Saysay (Mortsel, 21 november 1989) is een journaliste en nieuwslezeres bij de Vlaamse publieke omroep VRT. 

## Biografie
Saysay studeerde economie en moderne talen aan het Sint-Jozefinstituut in Kontich. Na haar middelbare studies ging ze communicatiemanagement studeren, met een specialisatie in Public Relations, aan de (toenmalige) Katholieke Hogeschool in Mechelen. Saysay vervolgde haar studies aan de KU Leuven in Antwerpen, waar ze een master behaalde in de journalistiek.

## Carrière
Haar carrière bij de VRT begon in 2012 bij Karrewiet. Een jaar later, in 2013, werd Saysay journaliste bij VRT NWS. Sinds 2015 presenteert ze het radionieuws. In het verleden was ze nieuwslezeres voor Studio Brussel en MNM, sindsdien doet ze dit voornamelijk voor Radio 2.
Sinds 23 januari 2023 is ze, samen met Charlotte Crul, een van de vaste nieuwsstemmen in het nationale ochtendprogramma Goeiemorgen Morgen! op Radio2, met Peter Van de Veire als presentator.
In het consumentenprogramma WinWin staat ze sinds april 2024 samen met Xavier Taveirne in voor de wekelijkse podcast "Mens erger je niet", waar ze een ergernis van een gast bespreken. WinWin won in 2024 de Wablieft-prijs.
In 2019 was een van de genomineerden voor de Grote Prijs Jan Wauters, die toen gewonnen werd door Hajo Beeckman.
Naast haar radiocarrière was Saysay ook freelancejournaliste voor Flair, waar ze in 2012 als stagiaire begon. Ze was humaninterestreporter en vervulde deze rol tot 2018.